# Jednostka regionalna Attyka Wschodnia
Jednostka regionalna Attyka Wschodnia (gr. Περιφερειακή ενότητα Ανατολικής Αττικής) – jednostka administracyjna Grecji w regionie Attyka. Powołana do życia 1 stycznia 2011, liczy 516 tys. mieszkańców (2021).
W skład jednostki wchodzą gminy:
- Acharnes (2),
- Dionisos (4),
- Kropia (5),
- Lawreotiki (6),
- Maraton (7),
- Markopulo Mesojeas (8),
- Oropos (13),
- Palini (1),
- Peania (9),
- Rafina-Pikiermi (10),
- Saronikos (11),
- Spata-Artemida (12),
- Wari-Wula-Wuliagmeni (3).